# Enolmis nevadensis
Enolmis nevadensis is een vlinder uit de familie dikkopmotten (Scythrididae). De wetenschappelijke naam is voor het eerst geldig gepubliceerd in 1997 door Passerin d'Entreves.
De soort komt voor in Europa.